# Irakli Alasania
Irakli Alasania (georgiska: ირაკლი ალასანია), född 21 december 1973 i Batumi, är en georgisk politiker och tidigare diplomat som var Georgiens försvarsminister mellan 2012 och 2014. 
Mellan den 11 september 2006 och den 4 december 2008 var han Georgiens ambassadör i förenta nationerna. Han har tidigare även varit ordförande för Abchaziens exilregering. Han var tidigare en del av dåvarande presidenten Micheil Saakasjvilis lag med fokus på relationerna mellan Georgien och Abchazien. Efter att han lämnat Saakasjvili gick han tidigt med i oppositionen och startade upp partiet Vårt Georgien – Fria Demokraterna år 2009. Efter att koalitionen Georgiska drömmen, där hans eget parti ingick, vann parlamentsvalet i oktober 2012 utsågs han till landets försvarsminister i den nya regeringen av premiärministern Bidzina Ivanisjvili. Han avgick 4 november 2014 på grund av en splittring som ledde till att hans eget parti drog sig ur koalitionen. Samtidigt avgick även utrikesministern Maia Pandzjikidze.